# Западна покрајина (Замбија)
Западна покрајина (енгл. Western Province) је једна од десет покрајина у Замбији и обухвата већи део подручја раније звано као Баротселенд. Административни центар је Монгу, и заједно са суседном варошу Лимулунга, Монгу је третиран као главни град Баротселенда.

## Географија
Географија покрајине је доминирана од стране поплавне равнице Баротсе реке Замбези, која је продужена од суточје реке Замбези са рекама Лунгвебунгу и Кабомпо на северној граници покрајине, до тачке испод Сенанге и изнад водопада Нгоње на југу. Ова равница је поплављена од децембра до јуна, и храни се другим рекама које имају сопствене поплавне равнице, и служи као огроман резервоар који складиштује воду из Замбези. Сезонска поплава је врло важна за пољопривреду у покрајини, јер пружи природно наводњавање травњака од којих зависе огромна крда стоке, и довођење воде до насеља дуж ивица равнице. Далеко од Замбези и њихових притока, Већи део пејзажа је благо таласасти низ фосилних пешчаних дина из претходног проширења пустиње Калахари, са бројним лагунама, слаништима и сезонским мочварама у удубљењима између дина. Суве травњачке равнице, тикова шума, миомбо шуме и зимзелене Криптозепалум шуме покривају покрајину.
| Клима Западне покрајине     | Клима Западне покрајине | Клима Западне покрајине | Клима Западне покрајине | Клима Западне покрајине | Клима Западне покрајине | Клима Западне покрајине | Клима Западне покрајине | Клима Западне покрајине | Клима Западне покрајине | Клима Западне покрајине | Клима Западне покрајине | Клима Западне покрајине | Клима Западне покрајине |
| Показатељ \ Месец           | .Јан.                   | .Феб.                   | .Мар.                   | .Апр.                   | .Мај.                   | .Јун.                   | .Јул.                   | .Авг.                   | .Сеп.                   | .Окт.                   | .Нов.                   | .Дец.                   | .Год.                   |
| --------------------------- | ----------------------- | ----------------------- | ----------------------- | ----------------------- | ----------------------- | ----------------------- | ----------------------- | ----------------------- | ----------------------- | ----------------------- | ----------------------- | ----------------------- | ----------------------- |
| Апсолутни максимум, °C (°F) | 28,9 (84)               | 28,6 (83,5)             | 29,1 (84,4)             | 29,6 (85,3)             | 28,4 (83,1)             | 26,5 (79,7)             | 27 (81)                 | 29,8 (85,6)             | 33,4 (92,1)             | 33,8 (92,8)             | 31,3 (88,3)             | 29,3 (84,7)             | 33,8 (92,8)             |
| Максимум, °C (°F)           | 22,8 (73)               | 22,8 (73)               | 22,8 (73)               | 22,3 (72,1)             | 19,9 (67,8)             | 17,3 (63,1)             | 17,8 (64)               | 20,7 (69,3)             | 24,6 (76,3)             | 25,4 (77,7)             | 23,7 (74,7)             | 22,9 (73,2)             | 25,4 (77,7)             |
| Минимум, °C (°F)            | 18,6 (65,5)             | 18,7 (65,7)             | 18,4 (65,1)             | 16,5 (61,7)             | 12,7 (54,9)             | 9,5 (49,1)              | 9,7 (49,5)              | 12,4 (54,3)             | 16,4 (61,5)             | 18,1 (64,6)             | 18,2 (64,8)             | 18,6 (65,5)             | 9,5 (49,1)              |
| Количина падавина, mm (in)  | 255 (10,04)             | 205 (8,07)              | 150 (5,91)              | 34 (1,34)               | 1 (0,04)                | 0 (0)                   | 0 (0)                   | 0 (0)                   | 3 (0,12)                | 23 (0,91)               | 124 (4,88)              | 208 (8,19)              | 1,003 (39,49)           |
| Извор #1:                   |                         |                         |                         |                         |                         |                         |                         |                         |                         |                         |                         |                         |                         |
| Извор #2:                   |                         |                         |                         |                         |                         |                         |                         |                         |                         |                         |                         |                         |                         |

## Путеви
Главни пут у покрајини је Пут Лусака–Монгу дугачак 590 километара од Централне покрајине, преко Каоме до Монгу. Планира се повезање Замбије са Анголом. Насип поплавне равнице Баротсе, који продужава пут Лусака–Монгу и повеже Монгу с другом страном реке Замбези (Калабо) је завршен.
Пут М10 је други главни пут у покрајини, јер повеже Монгу са Ливингстон преко Сенанге, Сиоме (где прође кроз друге стране реке Замбези) и Сешеке (где обилази око граничног прелаза Катима Мулило и опет прође кроз реке Замбези на мосту Катима Мулило).
Остали путеви у покрајини варирају од неколико добрих шљунковитих путева за сушну сезону као што су Каома до Лукулу, до песковитих или блатњавих путева проходни само за камионе и возила са погоном на сва четири точка.

## Демографија
Према Попису становништва у Замбији 2010. године, Западна покрајина имала је становиштво од 902.974 особа, али становништво у 2021. години процењено је да буде 1.076.683, што чини 6,72% укупног становништва Замбије (13.092.666). Имало је 433.505 мушкараца и 469.469 жена, што значи да је полна пропорција била 1083 жена за сваких 1000 мушкараца, упоређено с националном пропорцијом која је 1028 жена за сваких 1000 мушкараца. Стопа писмености је била 61,6% што је мање од националног просека који је 70,2%. Сеоско становништво било је 86,73%, док је градско становништво било 13,27%. Укупна површина покрајине је 126.386 км² и густина становништва је била 7,10 по км². Густина становништва током пописа из 2000. године је такође била 7,10. Деценијски раст становништва у покрајини био је 1,70%. Просечна старост у покрајини приликом склапања брака била је 20,5 година. Просечна величина домаћинства је 5,0. Породице које воде жене су имале просечну величину од 4,3, док су породице које воде мушкарци имали 5,4. Проценат оних који имају право гласа је био 68,9%. Стопа незапослености покрајине је 7,7%. Укупна стопа фертилитета је била 6,0, стопа потпуног рађања је била 5,5, стопа грубог рађања је била 36,0, општа стопа фертилитета била је 152, бруто стопа репродукције била је 2,3, а нето стопа репродукције била је 1,7. Укупна радна снага је садржала 63,8% укупног становништва. 67,1% мушкараца су били радна снага и 61,1% жена. Годишња стопа раста радне снаге је била 0,5%. Лози је најзаступљенији језик, са 69,6% становништва која га прича. 1.747 људи у покрајини имају албинизам. Очекивани животни век при рођењу је 53, што је веће од националног просека који је 51.